# Nephelochloa
Nephelochloa là một chi thực vật có hoa trong họ Hòa thảo (Poaceae).

## Loài
Chi Nephelochloa gồm các loài: